# Xiaoxi
Xiaoxi léase Siáo-Si  (en chino:小溪镇, pinyin:Xiǎoxī zhèn) es el poblado administrativo del condado de Pinghe, bajo la administración directa de la ciudad-prefectura de Zhangzhou. Se ubica al sur de la provincia de Fujian, al este de la República Popular China. Su área es de 111 km² y su población total para 2017 fue de 90 mil habitantes. 

## Administración
El poblado de Xiaoxi se divide en 29 localidades que se administran en 6 comunidades y 23 aldeas.

## Etimología
Xiaoxi traduce literalmente a riachuelo, o pequeño(s) Xi<arroyo>, nombre que tomó desde su actual administración en 1962, antes de ello se llamaba Comuna Shange (山格公社) construida en 1958 y que hoy hace parte del poblado. Los ríos principales son Huashanxi (花山溪) y Niutouxi (牛头溪), y lo dos se encuentran en el estuario sureste de la zona urbana en la parte central de la ciudad, formando parte del Río Jiulong. Al brazo oeste del Jiulong que pasa cerca de Zhangzhou se le conoce como  Xi-Xi (西溪<arroyo oeste>) y sus tributarios, pequeños Xi.